# Xanthorhoe cedrinodes
Xanthorhoe cedrinodes là một loài bướm đêm trong họ Geometridae.